# Quem Vos Vem Dar Boas-Festas
"Quem vos vem dar boas-festas" é uma cantiga de Reis tradicional portuguesa originária da freguesia de Tuizelo no concelho de Vinhais. Foi recolhida pelo Pe. Firmino Augusto Martins e publicada no segundo volume do seu "Folklore do Concelho de Vinhais" em 1939. Posteriormente, o compositor português Fernando Lopes-Graça arranjou a composição que utilizou como andamento final da sua Segunda Cantata do Natal, terminada em 1961.

## Letra
A letra constrói-se em quadras com construção paralelística. O autor português Luís Chaves, que estudou a composição, destaca o carácter abnegador dos cantadores de Tuizelo, em claro contraste com outras cantigas de Reis, referindo que "não se pede, apenas se dá".

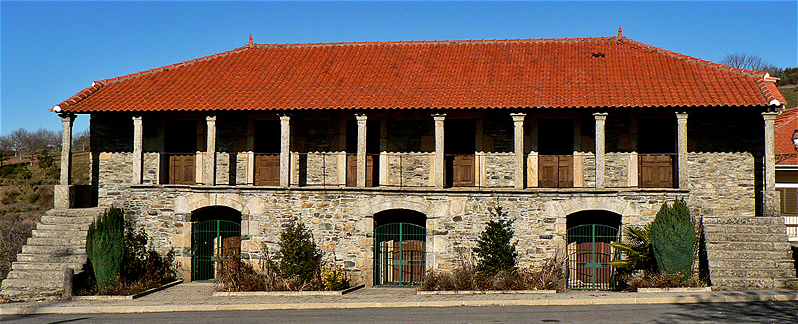
Casa do padre Firmino Augusto Martins em Tuizelo.

Quem vos vem dar boas-festas,

De mandado dum amigo,

Se cuidais que vos engano,

Aqui o trago comigo.

Quem vos vem dar boas-festas,

Festas de muita alegria,

Que nasceu o Rei da Glória,

Filho da Virgem Maria.

Quem vos vem dar boas-festas

Numa noite de luar,

Certo é que vos quer bem,

E não vos deseja mal.

## Discografia
- 1964 — Fernando Lopes-Graça Second Christmas Cantata. Coro da Academia de Amadores de Música. Decca / Valentim de Carvalho. Faixa 15.
- 1979 — Fernando Lopes-Graça Segunda Cantata do Natal. Choral Phidellius. A Voz do Dono / Valentim de Carvalho. Faixa 15.
- 2012 — Fernando Lopes-Graça Obra Coral a capella  - Volume II. Lisboa Cantat. Numérica. Faixa 15.[2]